# Bitonissus schelkovnikovi
Bitonissus schelkovnikovi es una especie de arácnido  del orden Solifugae de la familia Daesiidae.

## Distribución geográfica
Se encuentra en Armenia y en Azerbaiyán.